# هسین
هسین (به لاتین: Həsin) یک منطقه مسکونی در جمهوری آذربایجان است که در شهرستان آستارا و در دهیاری شغال زوزه واقع شده است.

## ریشه واژه
نام آن برگرفته از زبان تالشی به معنی جا و مکان مستحکم است.